# Tahekeroa (rivière)
La rivière Tahekeroa (en anglais : Tahekeroa River) est un cours d’eau de la région d’Auckland dans l’ Île du Nord de la Nouvelle-Zélande.

## Géographie
Elle s’écoule généralement vers le sud-ouest pour atteindre le fleuve Makarau à huit kilomètres au nord de la ville de  Kaukapakapa .